# American Gigg-olo
"American Gigg-olo" é o terceiro episódio da décima quinta temporada da sitcom de animação Family Guy, e o episódio 272 no geral. Ele foi ao ar na Fox nos Estados Unidos em 16 de outubro de 2016, e foi escrito por Chris Sheridan e dirigido por Mike Kim. O episódio do título é uma brincadeira com o filme American Gigolo.

## Sinopse
Depois que os pilotos de Quahog ficam em greve, Glen Quagmire se torna um gigolo. Enquanto isso, Brian Griffin trabalha em uma loja de ferragens para pagar seu seguro de saúde.